# Phtheochroa birdana
Phtheochroa birdana es una especie de polilla de la familia Tortricidae. La envergadura es de 27 mm. Se han registrado vuelos en adultos de junio a septiembre, pero también en octubre en Florida.
Las larvas se alimentan de especies Helianthus y Rudbeckia laciniata. Perforan las raíces de la planta huésped.

## Distribución
Se encuentra en América del Norte, donde se ha registrado desde Nueva York a Florida y desde Illinois a Texas. También se ha registrado desde Ontario.